# Justin Chancellor
Justin Gunnar Walter Chancellor (født 19. november 1971) er en britisk-født musiker, som på nuværende tidspunkt er bassist i det amerikanske rock-band Tool og tidligere medlem af Peach. Chancellor er af norsk og britisk herkomst. Siden han flyttede til USA med sin forpligtelse i hans musikalske projekter, åbnede han og hans kone Shelee en butik ved navn Lobal Orning i Topanga, Californien, som var dedikeret til musik, litteratur og film.

## Fodnoter
1. ↑  "TOOL: The Collective Unconscious". Arkiveret fra originalen 18. november 2009. Hentet 7. februar 2008.